# Amor en silencio
Amor en silencio es una telenovela mexicana producida por Carla Estrada en 1988 para Televisa, que se transmitió de marzo a agosto de ese mismo año con un alto índice de audiencia a nivel nacional para luego transmitirse en países de Latinoamérica, Europa y Asia.
Con un argumento original de Eric Vonn y Liliana Abud, este melodrama es uno de los más recordados por el público mexicano. Contó con dos partes: la historia de Marisela y Fernando, y la de Ana y Ángel. 
La primera parte de la trama contó con las actuaciones protagónicas de Erika Buenfil y Arturo Peniche, y con las actuaciones antagónicas de Margarita Sanz, Elvira Monsell y Joaquín Cordero y las actuaciones estelares de Saby Kamalich, Oscar Morelli, Isabel Martínez "La Tarabilla" y Olivia Bucio.
La segunda etapa de la telenovela fue protagonizada por Erika Buenfil y Omar Fierro, con las actuaciones antagónicas de Margarita Sanz, Elvira Monsell, Alberto Mayagoitía y Alberto Estrella y las actuaciones estelares de Joaquín Cordero, Patricia Pereyra y Rafael Rojas.
El tema musical Amor en Silencio fue interpretado por la cantante Dulce, siendo de la autoría de Marco Antonio Solís.

## Argumento
Marisela Ocampo es una muchacha rica, bonita e inteligente que siente un gran vacío en su vida, pero entonces conoce a Fernando Silva, un hombre bueno, honesto y de buena familia. Los dos se enamoran, pero sus familias se oponen a su relación; por una parte, el padre de Marisela, Miguel, quien considera a Fernando muy poca cosa para su hija y quiere algo mejor para ella, y por otra parte está Mercedes, la hermana de Fernando, que siente un amor enfermizo hacia su propio hermano y no está dispuesta a verlo feliz con ninguna mujer, y por si fuera poco, Paola, la hermana de Marisela, se encapricha con Fernando y no está dispuesta a dejárselo a su hermana. 
Marisela y Fernando tienen que luchar contra estos obstáculos para poder ser felices, pero las intrigas y la envidia de Paola causarán muchos problemas en su relación, al igual que Don Miguel, que hace todo lo posible por separar a su hija de Fernando. Por otra parte, Mercedes descuida su matrimonio con Carlos a causa de su obsesión con Fernando, a tal grado que Carlos comienza una relación con Olga, una mujer buena de la cual él se enamora y ella le corresponde. Mercedes, al enterarse de esto, intenta matarlos pero falla y la internan en un manicomio. Por otro lado, las intrigas de Paola y Don Miguel logran separar a Marisela y Fernando, provocando que este último se marche de la ciudad, dejando -sin saberlo- a Marisela embarazada. Al nacer la niña, Don Miguel y su esposa Andrea hacen pasar a la bebé como hija adoptiva de ellos, provocando la ira de Paola, que no quiere a la niña ya que según ella es una bastarda arrimada. 
Pasan algunos años y Fernando decide regresar, y con ello vendrán recuerdos del pasado; Mercedes sale del manicomio donde estaba internada, ya que según los médicos ya está rehabilitada, aunque no del todo ya que sigue sintiendo ese amor enfermizo hacia su hermano. Fernando llega a vivir con su hermana y todo parece marchar bien. Por otro lado Ana, la hija de Marisela y Fernando, es una niña dulce y simpática que se ha hecho muy amiga de Ángel, un niño sordomudo adoptado por los Ocampo después que quedó huérfano, que cuida de Ana como si fuera su hermana, aunque en realidad Ángel la quiere en secreto. Paola es una mujer amargada, que sigue despreciando a la pequeña Ana y a Ángel y está infelizmente casada con José María Durán, el hijo de Julián amigo y compañero de trabajo de Don Miguel.
Fernando se entera de que Marisela tuvo una hija y va a buscarla, después de tantos años al fin aclaran todo y deciden casarse de una vez por todas. El día de la boda, antes de entregar a su hija en el altar, Don Miguel la maldice y le dice que él ya no tiene hija ni ella un padre. A pesar de eso Marisela decide continuar con la boda; no obstante, estando en la mansión Ocampo, cuando los novios estaban cortando el pastel y celebrando que al fin iban a ser felices con su hija, aparece Mercedes y asesina a tiros a la pareja en presencia de todos los invitados; en medio de la balacera también muere Doña Andrea de un paro cardíaco. Después de la tragedia ocurrida, Don Miguel decide mandar a Ana a un internado en el extranjero, separándola de la gente que quiere; esto provoca que Ana comience a sentir rencor por su abuelo. 
Varios años después, Ana vuelve a México después de crecer en un internado en Estados Unidos; con ella viaja su mejor amiga, Sandy Grant. Ana, quien va a vivir con su familia materna, es la viva imagen de su madre, lo que provoca los remordimientos de Miguel y el desprecio de Paola. 
Al regresar Ana vuelve a ver a Ángel, quien siempre la ha amado, pero este sufre por no poder declararle su amor. Su dolor no hace sino aumentar cuando Ana se compromete con Diego, un joven que solo la quiere utilizar para vengarse de su padre. Resulta ser que el propio Miguel tuvo una relación adúltera con otra mujer llamada Elena Robles, mientras aún estaba casado con Andrea. De aquella relación nacieron dos hijos, Diego y Tomás.
Diego fue educado por su abuela materna, Ada, en el rencor y el odio hacia Miguel, pues para este Elena y sus hijos solo eran "los otros", y Miguel nunca se atrevió a hacerse cargo de Diego y Tomás. Ada dedicó su vida a ensuciar el nombre de Miguel y de su familia legítima, y utilizó a su hija para chantajear al padre de sus nietos pese a la oposición de la propia Elena, que nunca quiso compensación alguna por parte de Miguel. Por el otro lado, Tomás fue educado por su madre Elena en el amor y comprensión para con su padre Miguel, y siempre ha tenido enfrentamientos con Diego y ha sido un gran amigo para Ángel.
Sin embargo, el mayor obstáculo al que deberán enfrentarse Ana y Ángel es Mercedes, quien se escapa del manicomio donde volvió a ser internada todos esos años y sólo busca vengarse. Al ver a Ana, la confunde con Marisela, por lo que decide acabar con ella de una vez por todas.

## Reparto

### Primera etapa
- Erika Buenfil - Marisela Ocampo Trejo
- Arturo Peniche - Fernando Silva
- Joaquín Cordero - Miguel Ocampo
- Margarita Sanz - Mercedes Silva
- Saby Kamalich - Andrea Trejo de Ocampo
- Elvira Monsell - Paola Ocampo Trejo
- José Elías Moreno - José María Durán
- Oscar Morelli - Julián Durán
- Isabel Martínez "La Tarabilla" - Martina
- Olivia Bucio - Elena Robles
- Laura León - Alejandra
- Lucha Moreno - Consuelo de Durán
- Fernando Balzaretti - Jorge Trejo
- Alejandra Maldonado - Mayra Zambrano
- Miguel Macía - Roberto
- Aurora Alonso - Gudelia
- Patricia Martínez - Olga
- Fabiola Elenka Tapia - Ana Silva Ocampo (niña)
- Rodrigo Ramón - Ángel Trejo (niño)
- Luis Rábago - Carlos
- Ada Carrasco - Ada vda. de Robles
- Jaime Lozano - Chucho
- Rafaello - Marcelo
- María Montaño - Luciana
- Raquel Morell - Lizbeth
- Morenita - Linda
- Marcela Davilland - Elvira de Zambrano
- Mauricio Armando - Tomás (niño)
- Raquel Pankowsky - Felipa
- Antonio Rangel
- Jessica Jurado
- Berenice Domínguez
- Eric Espinoza de los Monteros

### Segunda etapa
- Erika Buenfil - Ana Silva Ocampo
- Omar Fierro - Ángel Trejo
- Joaquín Cordero - Miguel Ocampo
- Margarita Sanz - Mercedes Silva
- Patricia Pereyra - Sandy Grant
- Elvira Monsell - Paola Ocampo Trejo
- José Elías Moreno - José María Durán
- Alberto Estrella - Pedro
- Carlos Espejel - Aníbal
- Isabel Martínez "La Tarabilla" - Martina
- Edgardo Gazcón - Tomás Ocampo Robles
- Alberto Mayagoitía - Diego Ocampo Robles
- Rafael Rojas - Sebastián
- Cynthia Klitbo - Aurora
- Olivia Bucio - Elena Robles
- Claudia Guzmán - Gabriela
- Lucha Moreno - Consuelo de Durán
- Jorge Martínez de Hoyos - Roberto Cervantes
- Marina Marín - Olivia
- Aurora Alonso - Gudelia
- Patricia Martínez - Olga
- Fabiola Elenka Tapia - Ana (niña)
- Juan Bernardo Gazca - Ángel (adolescente)
- Luis Rábago - Carlos
- Marta Aura - Celia
- Bárbara Córcega - Mindys
- Mauricio Ferrari - Anthony Grant
- Jaime Lozano - Chucho
- Rosa Furman - Rosario
- Blanca Sánchez - Productora
- Alaska - Ella misma
- Enrique Gilabert - Nicolás
- Ana María Aguirre - Psiquiatra de Mercedes
- Ricardo de Loera - Agente de policía
- Antonio Rangel
- Héctor Arturo Fuentes
- América Gabriel
- Agustín López Zavala
- Lupita Ochoa
- Javier Rivero
- Roberto Blandón
- Elena Silva

## Equipo de producción
- Historia original - Liliana Abud, Eric Vonn
- Edición literaria - Marcia del Río
- Tema musical - Amor en silencio
- Autor - Marco Antonio Solís
- Intérprete - Dulce
- Escenografía - Antonio Novaro
- Ambientación - Ana Elena Navarro
- Coordinación - Diana Aranda
- Jefe de producción - Arturo Lorca
- Dirección de diálogos y locaciones - Mónica Miguel
- Director de cámaras - Alejandro Frutos
- Director adjunto - Luis Vélez
- Director de escena - Miguel Córcega
- Productora - Carla Estrada

## Premios y nominaciones

### Premios TVyNovelas 1989
| Categoría                 | Nominado(a)            | Resultado |
| ------------------------- | ---------------------- | --------- |
| Mejor telenovela          | Carla Estrada          | Ganadora  |
| Mejor actor protagónico   | Arturo Peniche         | Nominado  |
| Mejor villana             | Margarita Sanz         | Ganadora  |
| Mejor actor experimentado | Joaquín Cordero        | Ganador   |
| Mejor actriz joven        | Erika Buenfil          | Ganadora  |
| Mejor actor joven         | Omar Fierro            | Nominado  |
| Mejor revelación femenina | Elvira Monsell         | Ganadora  |
| Mejor escritor            | Liliana Abud Eric Vonn | Ganadores |

## Versiones
- La productora TV Azteca realizó en 1999 una versión de esta telenovela titulada Háblame de amor, producida por Luis Vélez y Rossana Arau y protagonizada por Danna García y Bruno Bichir en la primera parte y Danna García y Mauricio Ochmann en la segunda.
- Televisa realizó en 2015 una nueva versión, A que no me dejas producida por Carlos Moreno Laguillo, con las actuaciones protagónicas de Camila Sodi y Osvaldo Benavides y las actuaciones antagónicas de Arturo Peniche, Alejandra Barros y Laura Carmine en la primera parte; y las actuaciones protagónicas de Camila Sodi e Ignacio Casano y las actuaciones antagónicas de Alejandra Barros, Laura Carmine y Brandon Peniche en la segunda parte.